# Центон
Центон (лат. cento — клаптевий одяг) — стилістичний прийом, який полягає в уведенні до основного тексту певного автора фрагментів із творів інших авторів без посилання на них. Такими видаються поезії Юрія Клена, засвідчуючи культорологічну основу та глибоку інтелектуальну пристрасть в естетичному переосмисленні мистецьких явищ, духовного багатства української та світової літератури. Так, в епопеї «Попіл імперій» Юрій Клен наводить рядки із сонета «Pro domo» М. Зерова («Леконт де Ліль. Ередія стежки…»), М. Драй-Хмари — сонет «Лебеді» («Я був один із лебедів…») та ін. Центон відмінний від ремінісценції тим, що у ній вбачається перегук мотивів незалежно від ліричного сюжету, так само і від цитати, коли чітко зазначається першоджерело.
Хоча літературна аплікація близька до центона, але водночас відмінна від нього неприхованістю цитування. Аплікація — це введення у літературний текст цитат (прислів'я, приказки, афоризми, фрагменти з художнього твору та ін.) почасти у зміненому вигляді.